# Platygyria × inaequibasis
Platygyria × inaequibasis là một loài dương xỉ trong họ Polypodiaceae. Loài này được Ching & S.K.Wu mô tả khoa học đầu tiên năm 1980.
Danh pháp khoa học của loài này chưa được làm sáng tỏ. 